# Австрия на летних Олимпийских играх 1932
Австрия принимала участие в Летних Олимпийских играх 1932 года в Лос-Анджелесе (США) в шестой раз за свою историю, и завоевала одну серебряную, одну бронзовую и три золотых медали. Из-за Великой депрессии Австралия послала только 19 спортсменов (17 мужчин, 2 женщины).

## Медалисты
| Медаль  | Спортсмен       | Вид спорта       | Дисциплина                                 |
| ------- | --------------- | ---------------- | ------------------------------------------ |
| Золото  | Эллен Прайс     | Фехтование       | Женщины, рапира, личное первенство         |
| Серебро | Ханс Хас        | Тяжёлая атлетика | Мужчины, до 67,5 кг                        |
| Бронза  | Карл Хипфингер  | Тяжёлая атлетика | Мужчины, до 75 кг                          |
| Бронза  | Николаус Хиршль | Борьба           | Мужчины, греко-римская борьба, свыше 87 кг |
| Бронза  | Николаус Хиршль | Борьба           | Мужчины, вольная борьба, свыше 87 кг       |